# جنی آرمسترانگ
جنی آرمسترانگ (انگلیسی: Jenny Armstrong؛ زادهٔ ۳ مارس ۱۹۷۰) قایقران قایق بادبانی اهل استرالیا بود.